# Studiecirkel
Studiecirkel (i vardagligt tal ofta cirkel) är en "fri och frivillig" folkbildning som kännetecknas av att deltagarna förbinder sig att delta under den tid studiecirkeln pågår. Ämnesområden för studiecirkel begränsas av huvudmannens intentioner (studieförbund). Som regel är deltagandet avgiftsbelagt, i synnerhet om cirkelledaren har någon form av arvode eller lön. Men för cirklar som genomförs med ideella ledare eller inom ramen för en annan huvudmans verksamhet kan deltagandet vara kostnadsfritt. Med andra ord kan en grupp personer som har ett gemensamt intresse av att lära sig mer om ett ämne gå samman och bilda en studiecirkel.
Begreppet används i huvudsak för regelbunden folkbildningsverksamhet som sker i organiserad form. 
Studieförbunden uppbär statliga bidrag för studiecirkelverksamheten baserat på antalet redovisade studietimmar.
Skillnaden mellan en cirkelledare och en lärare är att cirkelledaren har en i huvudsak sammanhållande uppgift utan att vara föreläsare eller den som står för faktaförmedling. Cirkeln baseras på deltagarnas aktiva deltagande.
Initiativtagare till den första svenska studiecirkeln var den socialdemokratiske riksdagsmannen Oscar Olsson, kallad "Olsson med skägget". Olsson var även verksam inom godtemplarrörelsen och det var inom denna organisation man i Lund 1902 förverkligade hans idé om studier i kamratlig samvaro.
Under 1930-talet genomfördes studiecirklar runt serier av radioföredrag. De kallades radiocirklar eller lyssnargrupper. Radiotjänst (nuvarande Sveriges Radio) sände inte bara ut föredragen, utan tillhandahöll även studiematerial och den 3–6 augusti 1933 arrangerades i Stockholm en konferens för ledare av radiocirklar.